# Afia Charles
Afia Charles (ur. 22 lipca 1992 w Greenbelt w stanie Maryland) – lekkoatletka z Antigui i Barbudy specjalizująca się w biegach sprinterskich. 
Medalistka CARIFTA Games. W 2009 była ósma w biegu na 400 metrów podczas mistrzostw świata juniorów młodszych w Bressanone. W 2012 reprezentowała swój kraj na igrzyskach olimpijskich w Londynie, na których odpadła w eliminacjach 400 metrów. Medalistka mistrzostw NCAA.
Jej matka, Ruperta, również była lekkoatletką – podczas igrzysk olimpijskich w Los Angeles (1984) odpadła w eliminacjach biegu na 100 metrów. Spokrewniona jest także z Tabią Charles – rekordzistką Kanady w skoku w dal i trójskoku.

## Osiągnięcia
| Rok  | Impreza                               | Miejsce     | Konkurencja        | Lokata     | Wynik |
| ---- | ------------------------------------- | ----------- | ------------------ | ---------- | ----- |
| 2008 | CARIFTA Games                         | Basseterre  | bieg na 200 metrów | 7. miejsce | 25,03 |
| 2008 | CARIFTA Games                         | Basseterre  | bieg na 400 metrów | 7. miejsce | 57,35 |
| 2009 | Mistrzostwa świata juniorów młodszych | Bressanone  | bieg na 400 metrów | 8. miejsce | 56,09 |
| 2011 | CARIFTA Games                         | Montego Bay | bieg na 400 metrów | 3. miejsce | 54,23 |
| 2012 | Igrzyska olimpijskie                  | Londyn      | bieg na 400 metrów | eliminacje | 54,25 |
| 2014 | Igrzyska Wspólnoty Narodów            | Glasgow     | bieg na 400 metrów | eliminacje | DQ    |
| 2015 | Mistrzostwa NACAC                     | San José    | bieg na 400 metrów | eliminacje | 54,09 |

## Rekordy życiowe
- Bieg na 200 metrów – 23,74 (2014)
- Bieg na 400 metrów – 52,49 (2013) rekord Antigui i Barbudy
- Bieg na 200 metrów (hala) – 23,98 (2014) były rekord Antigui i Barbudy
- Bieg na 400 metrów (hala) – 53,75 (2014) były rekord Antigui i Barbudy